# Enevo (distrikt i Bulgarien, Sjumen)
Enevo (bulgariska: Енево) är ett distrikt i Bulgarien.   Det ligger i kommunen Obsjtina Novi Pazar och regionen Sjumen, i den östra delen av landet, 300 km öster om huvudstaden Sofia.
Trakten runt Enevo består till största delen av jordbruksmark. Runt Enevo är det ganska glesbefolkat, med 34 invånare per kvadratkilometer.